# Atjeh Tsunami Museum
Het Atjeh Tsunami Museum (Indonesisch: Museum Tsunami Aceh) is een museum in de Indonesische plaats Banda Atjeh, de hoofdstad van Atjeh.
Het museum, geopend in 2009, is ontworpen als een symbolische herinnering aan de Zeebeving in de Indische Oceaan in 2004 en de daaropvolgende tsunami. Ook is het een educatief centrum en een noodonderkomen voor het geval het gebied ooit weer wordt getroffen door een tsunami.